# アルスーア

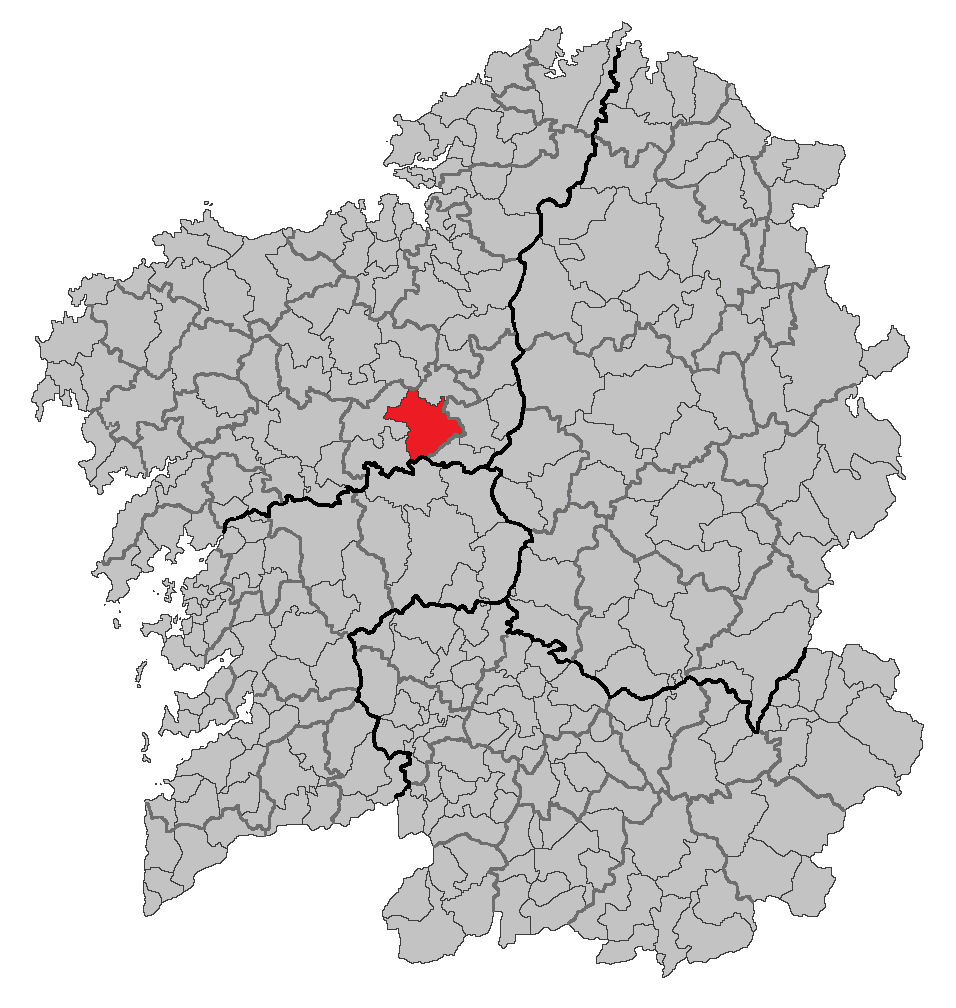

アルスーア（Arzúa）は、スペイン、ガリシア州、ア・コルーニャ県の自治体。コマルカ・デ・アルスーアに属する。ガリシア統計局によると、2011年の人口は6,328人（2009年：6,490人、2006年：6,532人、2005年：6,602人、2004年：6,632人、2003年：6,676人）。住民呼称はarzuán/-á。
ガリシア語話者の自治体住民に占める割合は98.40%（2001年）。

## 地理
アルスーアはア・コルーニャ県の南東部に位置し、コマルカ・デ・アルスーアに属する。北はボイモルトとフラーデスと、東はサンティソとメリーデと、南はポンテベドラ県のビラ・デ・クルセスと、西はトウロとオ・ピノの各自治体と隣接している。
アルスーアはアルスーア司法管轄区に属し、同管轄区の中心自治体である。

### 人口
住民は22の教区の246の地区（集落）に居住する。
| アルスーアの人口推移 1900－2010                         |
|                                                         |
| 出典:INE（スペイン国立統計局）1900年 - 1991年、1996年 - |

## 政治
自治体首長はガリシア民族主義ブロック（BNG）のホセ・ルイス・ガルシーア・ロペス（José Luis García López）、自治体評議員はガリシア民族主義ブロック：6、ガリシア国民党（PPdeG）：6、ガリシア社会党（PSdeG）：1となっている（2011年5月22日の自治体選挙結果、得票順）。
| 1999年6月13日自治体選挙 |        |        |          |
| 政党                    | 得票数 | 得票率 | 獲得議席 |
| PPdeG                   | 2,514  | 56.53% | 8        |
| BNG                     | 1,435  | 32.27% | 4        |
| PSdeG-PSOE              | 338    | 7.60%  | 1        |
| DG                      | 134    | 3.01%  | 0        |

| 2003年5月25日自治体選挙 |        |        |          |
| 政党                    | 得票数 | 得票率 | 獲得議席 |
| PPdeG                   | 2,113  | 44.43% | 6        |
| BNG                     | 1,778  | 37.38% | 5        |
| PSdeG-PSOE              | 636    | 13.37% | 2        |
| CDS                     | 194    | 4.08%  | 0        |

| 2007年5月27日自治体選挙 |        |        |          |
| 政党                    | 得票数 | 得票率 | 獲得議席 |
| BNG                     | 2,178  | 48.69% | 7        |
| PSdeG-PSOE              | 936    | 20.93% | 3        |
| PPdeG                   | 872    | 19.49% | 2        |
| AIA                     | 427    | 9.55%  | 1        |

| 2011年5月22日自治体選挙 |        |        |          |
| 政党                    | 得票数 | 得票率 | 獲得議席 |
| BNG                     | 1,817  | 41.83% | 6        |
| PPdeG                   | 1,720  | 39.59% | 6        |
| PSdeG-PSOE              | 572    | 13.17% | 1        |
| AIA                     | 183    | 4.21%  | 0        |

## ガストロノミー
アルスーアはガリシア州の代表的なチーズの産地で、原産地呼称(DO)がなされているアルスーア・ウジョア（DO Arzúa-Ulloa）で知られている。毎年3月の第一日曜日にはチーズ祭り（Feira do queixo）が行われる。

## 教区
アルスーアは22の教区に分けられる。
- アルスーア（サンティアーゴ）
- ボエンテ（サンティアーゴ）
- ブランデソ（サン・ロウレンソ）
- ブランサー（サンタ・ロカイア）
- ブーレス（サン・ビセンソ）
- オ・カンポ（サント・エステーボ）
- カスタニェーダ（サンタ・マリーア）
- ドドゥロ（サンタ・マリーア）
- ドンボダン（サン・クリストーボ）
- イゲロア（サン・パイオ）
- レマ（サン・ペドロ）
- マローショ（サンタ・マリーア）
- ラ・メージャ（サン・ペドロ）
- オイネス（サン・コスメ）
- パンティニョブレ（サント・エステーボ）
- レンダル（サンタ・マリーア）
- サン・マルティン・デ・カルボス・デ・ソブレカミーノ（サン・マルティーニョ）
- サンタ・マリーア・デ・アルスーア（サンタ・マリーア）
- トロンセーダ（サンタ・マリーア）
- ビジャダビル（サンタ・マリーア）
- ビジャンティメ（サン・ペドロ）
- ビニョス（サン・ペドロ）